# Cornelis de Houtman
Cornelis de Houtman (Gouda, 2 aprile 1565 – Aceh, agosto 1599) è stato un esploratore e navigatore olandese.
Aprì una nuova rotta marittima tra Europa e Indonesia ed inaugurò il commercio olandese delle spezie. All'epoca l'Impero Portoghese deteneva il monopolio sul commercio di spezie e la missione simboleggiò una vittoria degli Olandesi, sebbene la campagna in sé fu disastrosa.

## Il viaggio

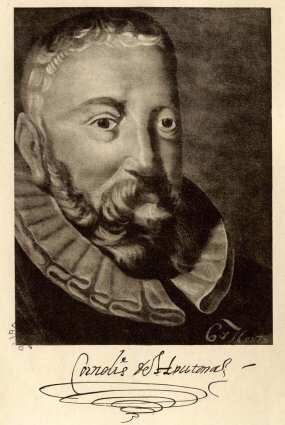
Cornelis de Houtman

Nel 1592 Cornelis de Houtman fu inviato a Lisbona da mercanti di Amsterdam, con lo scopo di ottenere quante più informazioni sulle "isole delle spezie". Ritornò ad Amsterdam nel momento in cui Jan Huygen van Linschoten rimpatriava dall'India. I mercanti stabilirono che Bantam, in indonesiano "Banten", sulla costa occidentale dell'isola di Giava, un porto protetto sullo Stretto della Sonda, fosse nella posizione ideale per la gestione del commercio delle spezie. Nel 1594 fu formata la Compagnie van Verre, antesignana della Compagnia Olandese delle Indie Orientali, e il 2 aprile 1595, nel giorno del trentesimo compleanno di de Houtman, quattro navi salparono da Amsterdam: la Amsterdam, la Hollandia, la Mauritius e la Duyfken. Partecipava alla spedizione anche il fratello minore Frederick, astronomo ed esploratore anch'egli.
Il viaggio si dimostrò difficile fin dall'inizio. Dopo poche settimane di navigazione, a causa dell'insufficienza delle provviste, si diffuse lo scorbuto. Liti tra i capitani e i commercianti sfociarono nella segregazione e nell'omicidio di molti di questi ultimi. In Madagascar, dove era prevista una sosta, ulteriori complicazioni si tradussero in altre morti; la baia dove e le navi furono costrette a sostare per sei mesi è oggi nota come "Cimitero olandese". Il 27 giugno le navi approdarono finalmente a Bantam. Solo un centinaio dei 249 membri dell'equipaggio era sopravvissuto.
I commercianti portoghesi del luogo presentarono de Houtman al sultano di Bantam, che si dimostrò immediatamente disponibile a un trattato con gli Olandesi. De Houtman, tuttavia, fu sgarbato e insultò il sultano, che lo fece allontanare con un nulla di fatto.
La spedizione fece rotta a est, verso Madura, ma fu attaccata dai pirati lungo il tragitto. A Madura fu ricevuta pacificamente ma Houtman ordinò di attaccare la popolazione civile in risposta all'affronto subito nell'attacco pirata.
De Houtman si diresse a Bali e incontrò il sovrano della regione. La spedizione riuscì ad ottenere alcuni recipienti di pepe il 26 febbraio 1597. Ancora, durante il ritorno in patria, navi portoghesi impedirono i rifornimenti di cibo ed acqua sull'isola di Sant'Elena, nell'Atlantico meridionale. Solo ottantasette uomini sopravvissero alla missione.
I fratelli de Houtman parteciparono ad una seconda spedizione tra il 1598 e il 1599, in cui Cornelis fu ucciso per volere del sultano di Aceh, sull'isola di Sumatra. Frederick fu tenuto prigioniero per due anni.

## Ripercussioni storiche della missione

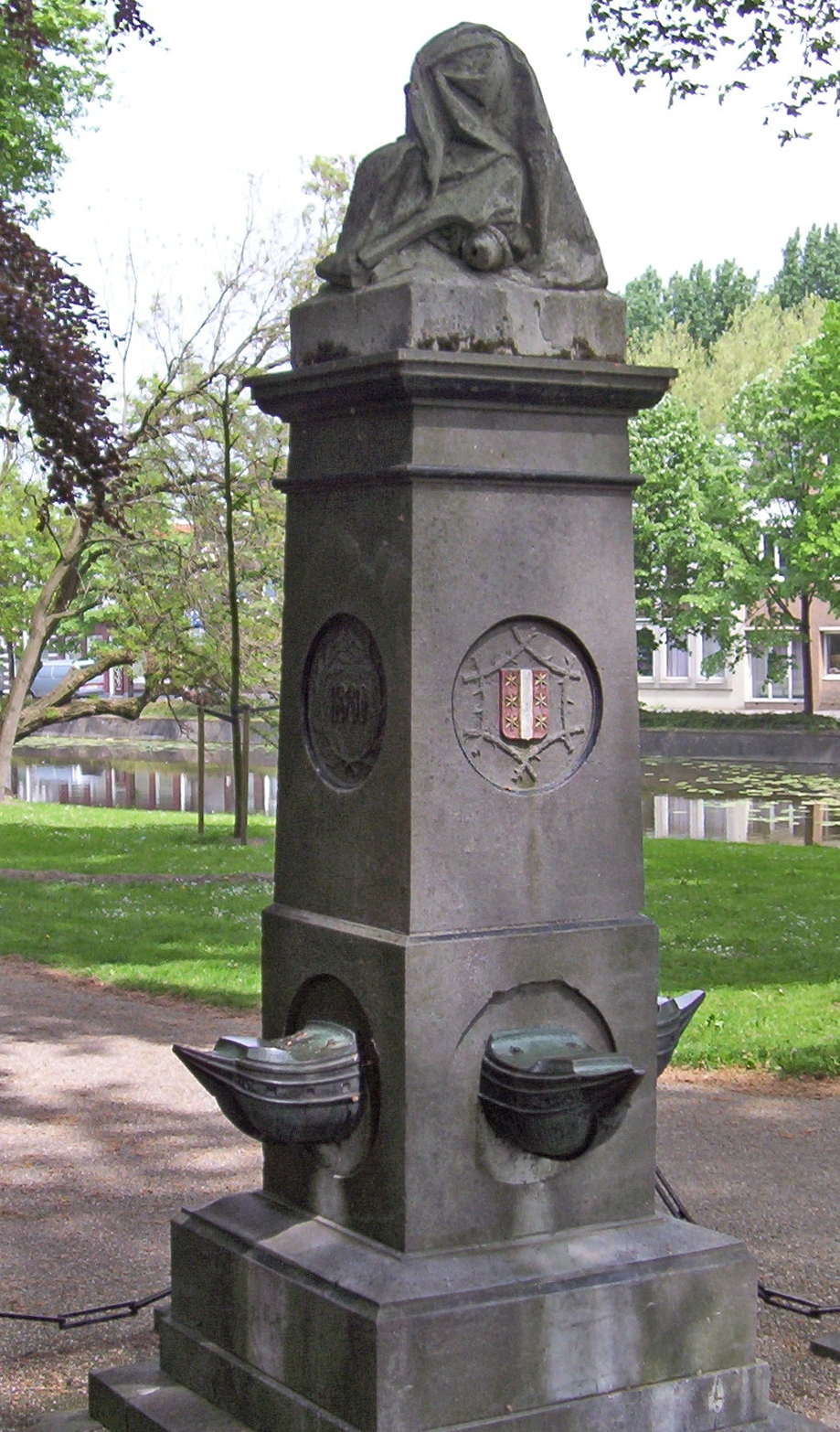
Monumento dedicato a Cornelis de Houtman e al fratello Frederick a Gouda, Paesi Bassi

Anche se il viaggio fu un disastro umanitario e finanziario fu una vittoria simbolica. Si può considerare l'inizio della colonizzazione olandese dell'Indonesia. Nei successivi cinque anni altre sessantacinque navi commerciali olandesi percorsero le rotte orientali. Gli Olandesi avrebbero presto stretto le redini del commercio di spezie nell'Oceano Indiano e nelle isole indonesiane.